# زین‌الدین بالا
زین‌الدین بالا (به لاتین: Yuxarı Zeynəddin) یک منطقه مسکونی در جمهوری آذربایجان است که در شهرستان آق‌داش واقع شده است.